# Przełęcz Beskid (Bieszczady Wschodnie)
Przełęcz Beskid (ukr. Воловецький перевал - Wołowećkyj perewał oraz Бескидський перевал – Beskydśkyj perewał) – przełęcz na terenie Ukrainy, w paśmie Bieszczadów Wschodnich. Jej wysokość wynosi 980 m n.p.m. Przez Przełęcz Beskid przebiega główny szlak kolejowy Zakarpacia – linia łącząca Mukaczewo ze Stryjem. Pomimo iż mapy pokazują lokalną drogę z Wołowca w obwodzie zakarpackim do Sławska w obwodzie lwowskim, jest ona trudną do przebycia ścieżką bez śladów asfaltu i utrzymania w pasmie gór.
Sąsiednimi przełęczami w głównym grzbiecie Karpat są: na zachodzie Przełęcz Werecka, na wschodzie Przełęcz Toruńska.